# Stefano Pesoli
Stefano Pesoli (Anagni, Italia, 29 de febrero de 1984) es un exfutbolista italiano que jugaba en la posición de defensa.

## Clubes
| Club                        | País   | Año       |
| --------------------------- | ------ | --------- |
| AS Viterbese Castrense      | Italia | 2002-2003 |
| F.B.C. Calangianus 1905     | Italia | 2003-2004 |
| Vastese Calcio 1902         | Italia | 2004-2005 |
| Pol. Monterotondo Lupa      | Italia | 2005-2006 |
| Football Club Rieti         | Italia | 2006-2007 |
| Associazione Sportiva Melfi | Italia | 2007      |
| Montreal Impact (1992-2011) | Canadá | 2008-2010 |